# Pinheiros e Vale de Figueira
Pinheiros e Vale de Figueira (oficialmente: União das Freguesias de Pinheiros e Vale de Figueira) é uma freguesia portuguesa do município de Tabuaço, com 11,66 km² de área e 239 habitantes (censo de 2021). A sua densidade populacional é 20,5 hab./km².

## História
Foi criada aquando da reorganização administrativa de 2012/2013, resultando da agregação das antigas freguesias de Pinheiros e Vale de Figueira.

## Demografia
A população registada nos censos foi:
| Distribuição da População por Grupos Etários | Distribuição da População por Grupos Etários | Distribuição da População por Grupos Etários | Distribuição da População por Grupos Etários | Distribuição da População por Grupos Etários | Distribuição da População por Grupos Etários |
| -------------------------------------------- | -------------------------------------------- | -------------------------------------------- | -------------------------------------------- | -------------------------------------------- | -------------------------------------------- |
| Antes da agregação                           |                                              |                                              |                                              |                                              |                                              |
| Ano                                          | 0-14 anos                                    | 15-24 anos                                   | 25-64 anos                                   | >= 65 anos                                   | Total                                        |
| 2001                                         | 58                                           | 50                                           | 165                                          | 72                                           | 345                                          |
| 2011                                         | 38                                           | 38                                           | 171                                          | 77                                           | 324                                          |
| Após a agregação                             |                                              |                                              |                                              |                                              |                                              |
| Ano                                          | 0-14 anos                                    | 15-24 anos                                   | 25-64 anos                                   | >= 65 anos                                   | Total                                        |
| 2021                                         | 21                                           | 22                                           | 118                                          | 78                                           | 239                                          |